# Ernesto Richheimer

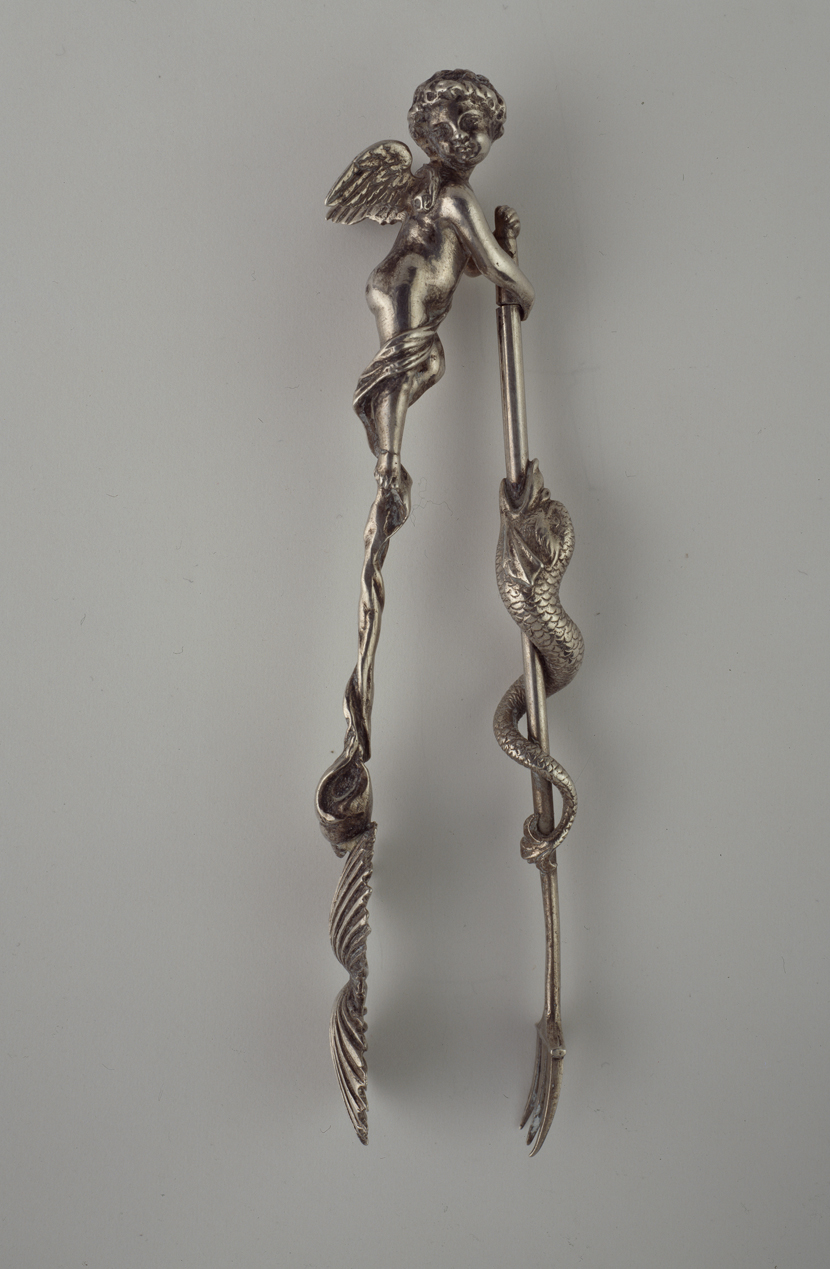
Pinzas italianas para azúcar

Ernesto Richheimer (Alemania, 23 de septiembre de 1919 - México, 28 de noviembre de 1995), fue un coleccionista mexicano de origen alemán. A mediados de la década de 1930 emigró a Francia y en 1938, a México en donde inició su colección de cucharas. La colección fue comprada por la Fundación Carlos Slim en 1995.

## Colección
Durante el nazismo, Richheimer salió de Alemania y se refugió en Lyon, Francia. En 1938 se mudó a México en donde constantemente visitó los mercados de antigüedades como el de La Lagunilla y de la Plaza del Ángel en la Zona Rosa.
La colección inició con una cuchara que regaló a Ruth, quien fuera su novia y más tarde, su esposa. Además de las cucharas, su interés abarcó todos los utensilios de mesa, como cuchillos, tenedores, cucharones y portamenús. Los objetos se buscaron tanto por su interés estético como cultural e histórico. La conformación de la colección cuenta con cerca de 2300 objetos y tomó más de cincuenta años.

## Piezas importantes

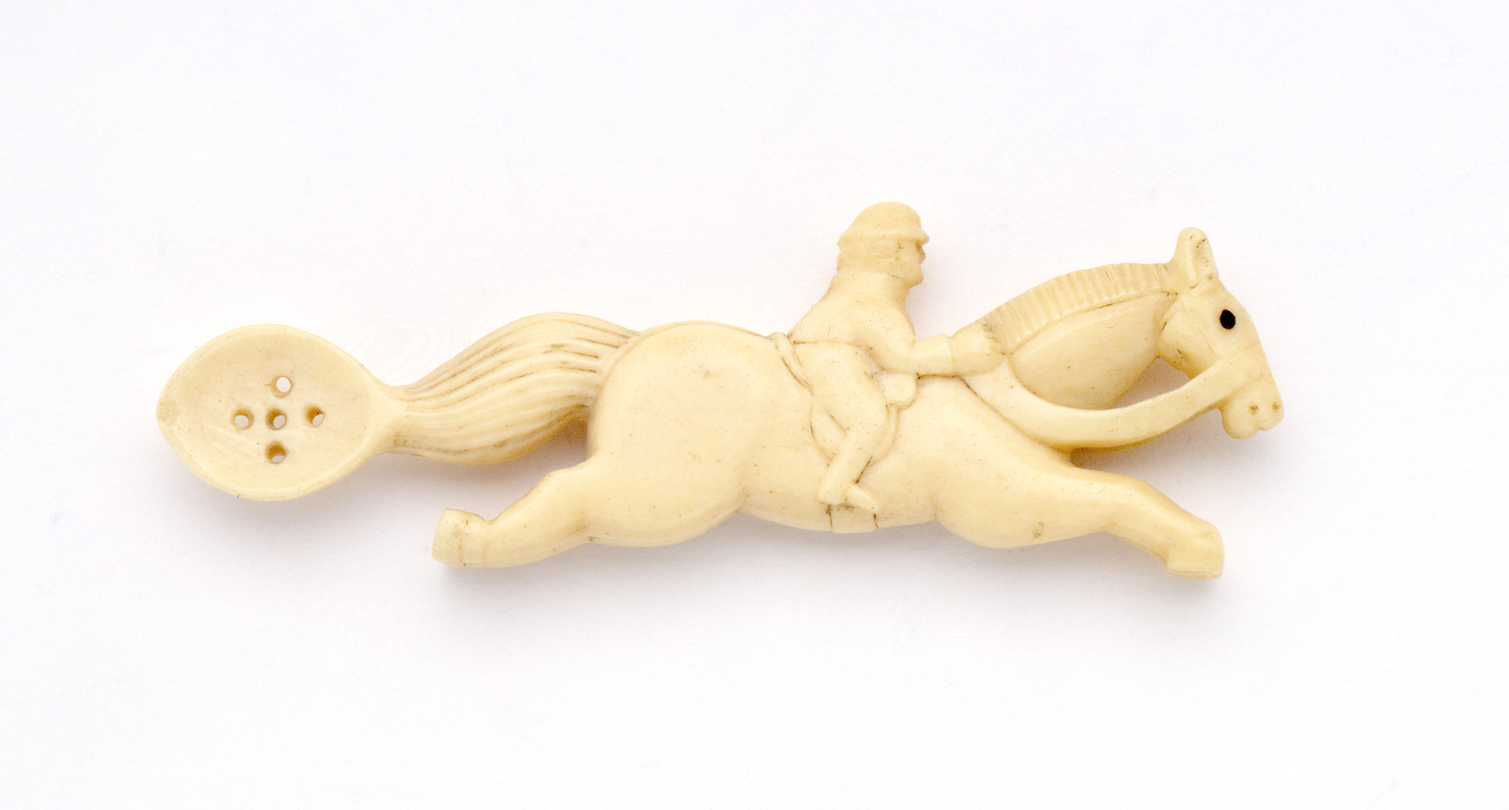
Cucharita para inhalar polvos

Entre las piezas singulares de la colección, se encuentra una cuchara maya del postclásico de jadeíta empleada para recolectar el rocío de las flores; un cucharoncito etrusco del siglo VI a. C.; una cucharita tallada en marfil de Alaska, empleada para inhalar polvos y una pinza italiana para azúcar del finales del siglo XIX en cuyo mango lleva un cupido que recolecta frutos y pesca.
Las cucharas provienen de distintos continentes; de África destaca una cuchara Zulú para quitar espuma de cerveza y de Asia, una cuchara china del siglo XVIII tallada en madera cuyo mango representa la cabeza de dragón. Los materiales también son variados, existen cucharas de madera, marfil, cerámica, metal y de paja. 
La colección se complementa con pinturas y dibujos regalados a Richheimer por artistas como Alberto Gironella, Rufino Tamayo y José Luis Cuevas.

## Lugares donde se encuentra la colección

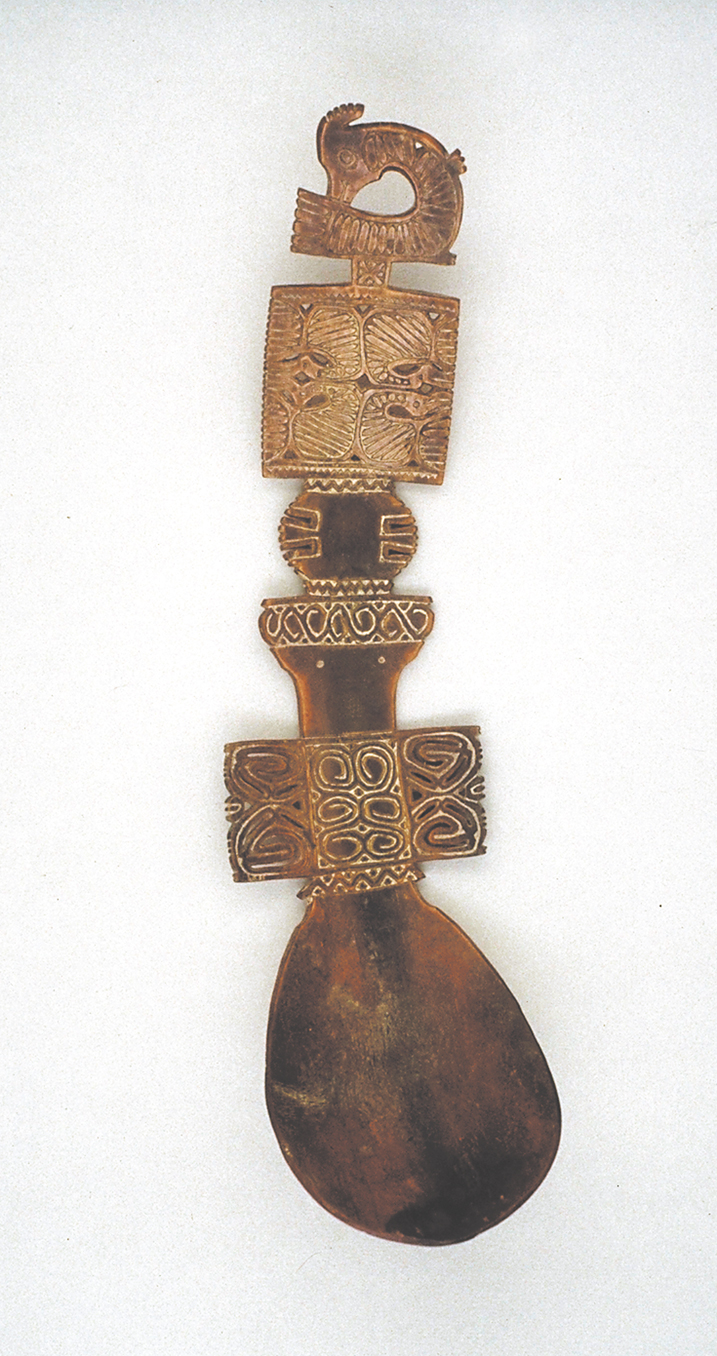
Cuchara de indonsia

En 1995 la colección del señor Richheimer fue donada a la Fundación Carlos Slim. Algunas piezas se exponen en Museo Soumaya Plaza Carso. También se han visto en exposiciones itinerantes en el Castillo de Chapultepec y Museo de El Chicó en Bogotá, Colombia.